# Psychrophrynella iatamasi
Psychrophrynella iatamasi är en groddjursart som först beskrevs av Cidar Rodrigo Aguayo-Vedia och Harvey 200.  Psychrophrynella iatamasi ingår i släktet Psychrophrynella och familjen Strabomantidae. IUCN kategoriserar arten globalt som livskraftig. Inga underarter finns listade i Catalogue of Life.